# Helmut Wagner (Wirtschaftswissenschaftler)
Helmut Wagner (* 24. August 1951 in Schwandorf) ist ein deutscher Wirtschaftswissenschaftler.

## Leben
Wagner studierte von 1970 bis 1977 an der Universität Regensburg Volkswirtschaftslehre, Soziologie, Pädagogik und Mathematik. 1974 erwarb er den Grad eines Diplom-Volkswirts und im folgenden Jahr den eines Diplom-Soziologen. 1976 promovierte er zum Dr. rer. pol. und habilitierte sich 1981 an der RWTH Aachen. Während der letzten zwei Jahrzehnte war er Gastprofessor u. a. an der University of California (1982–83), am Massachusetts Institute of Technology (MIT) (1987), am Institute for Monetary and Economic Studies der japanischen Zentralbank (1988), an der Princeton University (1991–92 und 2006–07), am AICGS/Johns Hopkins University (1997) und am NBER sowie an der Harvard University (2000). Darüber hinaus beriet Wagner häufiger den IWF und auch die EU-Kommission. Seit 1995 ist er Inhaber des Lehrstuhls für Volkswirtschaftslehre, insbesondere Makroökonomik an der FernUniversität in Hagen, davor in Hamburg; ferner ist er Direktor am Hagener Institut für Managementstudien.